# Историческая живопись

К. П. Брюллов. Последний день Помпеи. 1830—1833. Холст, масло. Государственный Русский музей, Санкт-Петербург

Истори́ческая жи́вопись — жанр живописи, формировавшийся в эпоху Возрождения, но окончательно сложившийся в западноевропейском искусстве в постренессансную эпоху, в XVII—XIX веках. Правильное название: исторический жанр. Предметом исторического жанра является изображение «исторических деятелей и событий, общественно значимых явлений в истории человечества». Исторический жанр «обращён в основном к прошлому», но он «включает также изображение недавних событий, историческое значение которых осознано современниками».
Идеология изобразительного искусства, охватывающая все его виды: живопись, скульптуру, графику и, в меньшей степени, архитектуру и декоративно-прикладное искусство, способствует представлению героического прошлого не в действительном, а в желаемом виде и часто в угоду заказчикам и могущественным правителям по их непосредственным заказам. Именно поэтому исторический жанр в академическом искусстве наряду с портретным считался «высоким», или «наиболее достойным», в отличие от «низких жанров» (натюрморта, пейзажа). Так в «Императорской академии трёх знатнейших художеств: живописи, ваяния и зодчества» исторический жанр занимал первое место и считался «достойнейшим». Конфликт между действительным содержанием эпохи и её художественно-образным отражением явился в истории искусств основным стимулом развития двух главных оппонирующих художественных направлений: классицизма и романтизма, а также тенденций натурализма, «критического реализма», «живописи реальности» с одной стороны и идеализма и салонного академизма с другой.
Исторический жанр включает разновидности (или жанровые формы) произведений, созданных не только на темы действительных исторических событий, но также на мифологические и библейские (ветхозаветные и евангельские) сюжеты, интерпретируемые в актуальном контексте.

## История развития
Истоки исторического жанра следует искать в религиозных темах и сюжетах Средневековья. Художники использовали сюжеты из Библии и создавали воображаемые портреты священных персонажей. Чтобы написать картину, повествующую о событиях тысячелетней давности, живописцу приходилось прибегать к воображению и изображать сюжет на основе принятой в те времена системы художественных образов и символов.
В эпоху Ренессанса на картинах художников стали появляться исторические сцены из античной мифологии, литературных произведений, а также батальные сцены. Яркими примерами служат такие произведения, как «Вавилонская башня» Брейгеля Старшего, «Похищение Европы» Тициана, «Четыре апостола» Дюрера, «Битва у Замы» Романо.
Постепенно в постренессансную эпоху в связи с морфологичесикими процессами самоопределения жанров изобразительного искусства, отходя от религиозных тем, художники исторического жанра стали претендовать на достоверность. Художники, изображавшие сцены из прошлого, стремились не только выразить собственное отношение к происходящему, но и по возможности точно воспроизвести приметы времени. Они наделяли персонажей определёнными чертами характера, которые порицались либо поощрялись в обществе, современном художнику. Такие картины позволяют заглянуть во внутренний мир живописца и получить представление о нравах, царивших в его эпоху.
XVIII век стал переломным для исторического жанра. В стремлении отойти от академизма, живописцы того времени искали новые сюжеты, зачастую обращая внимание на не самые значимые исторические события и драматизируя их. Моральные нормы постепенно отходили на второй план, уступая пальму первенства романтизму. Основными сюжетами историй в картинах художников XVIII—XIX веков становятся героизм простых людей, их способность к самопожертвованию во имя высокой цели. Этот лейтмотив наиболее заметен в таких произведениях, как «Свобода, ведущая народ» Делакруа, «Вашингтон переправляется через Делавэр» Лойце, «Третье мая 1808 года» Гойя.

### Исторический жанр в русской живописи
В России к исторической теме обращались Василий Суриков («Боярыня Морозова», «Переход Суворова через Альпы», «Утро стрелецкой казни», «Степан Разин»), Илья Репин («Запорожцы», «Иван Грозный и его сын Иван 16 ноября 1581 года»), Виктор Васнецов («Битва скифов со славянами», «Крещение князя Владимира»), Василий Перов («Первые христиане в Киеве», «Плач Ярославны»), Карл Брюллов («Осада Пскова», «Последний день Помпеи») и многие другие.
Русское искусство середины и второй половины XIX века развивалось под воздействием идеологии и эстетики критического реализма и наодничества — творческого метода с национально-демократической ориентацией. Начиная с 1820-х годов возникает интерес к жизни русского общества в настоящем и в прошлом. В 60-е годы XIX века широкую известность получили картины Вячеслава Шварца на сюжеты русской истории XVI И XVII веков («Сцена из домашней жизни русских царей» и другие произведения). Русские реалисты вскрывали суть общественных отношений через создание не только социальных, но также исторических картин, воспринимаемых в идейном контексте современности. В 1870-е годы особобо важное значение получила жанровая форма исторического портрета («Пётр I допрашивает царевича Алексея Петровича в Петергофе» Николая Николаевича Ге, «Царевна Софья» Ильи Ефимовича Репина). В 1880-е после убийства народовольцами царя Александра II картины исторического жанра пронизаны сценами насилия и казни (работы Василия Ивановича Сурикова). В русской живописи рубежа XIX—XX веков проявились черты пейзажного видения мира (термин Алексея Александровича Фёдорова-Давыдова).

## Галерея

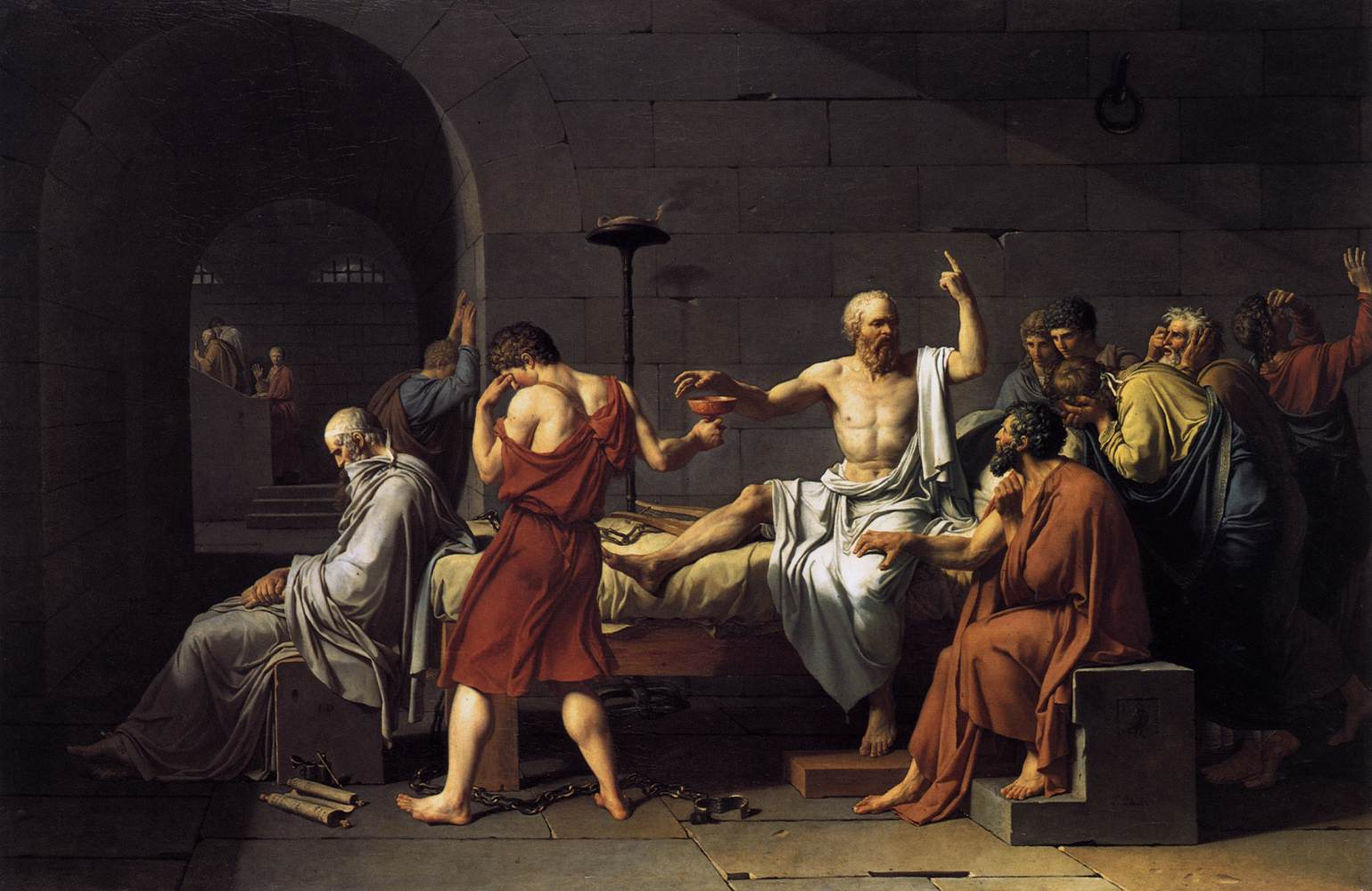
«Смерть Сократа» (1787) Жака-Луи Давида; Метрополитен-музея (Нью-Йорк, США).
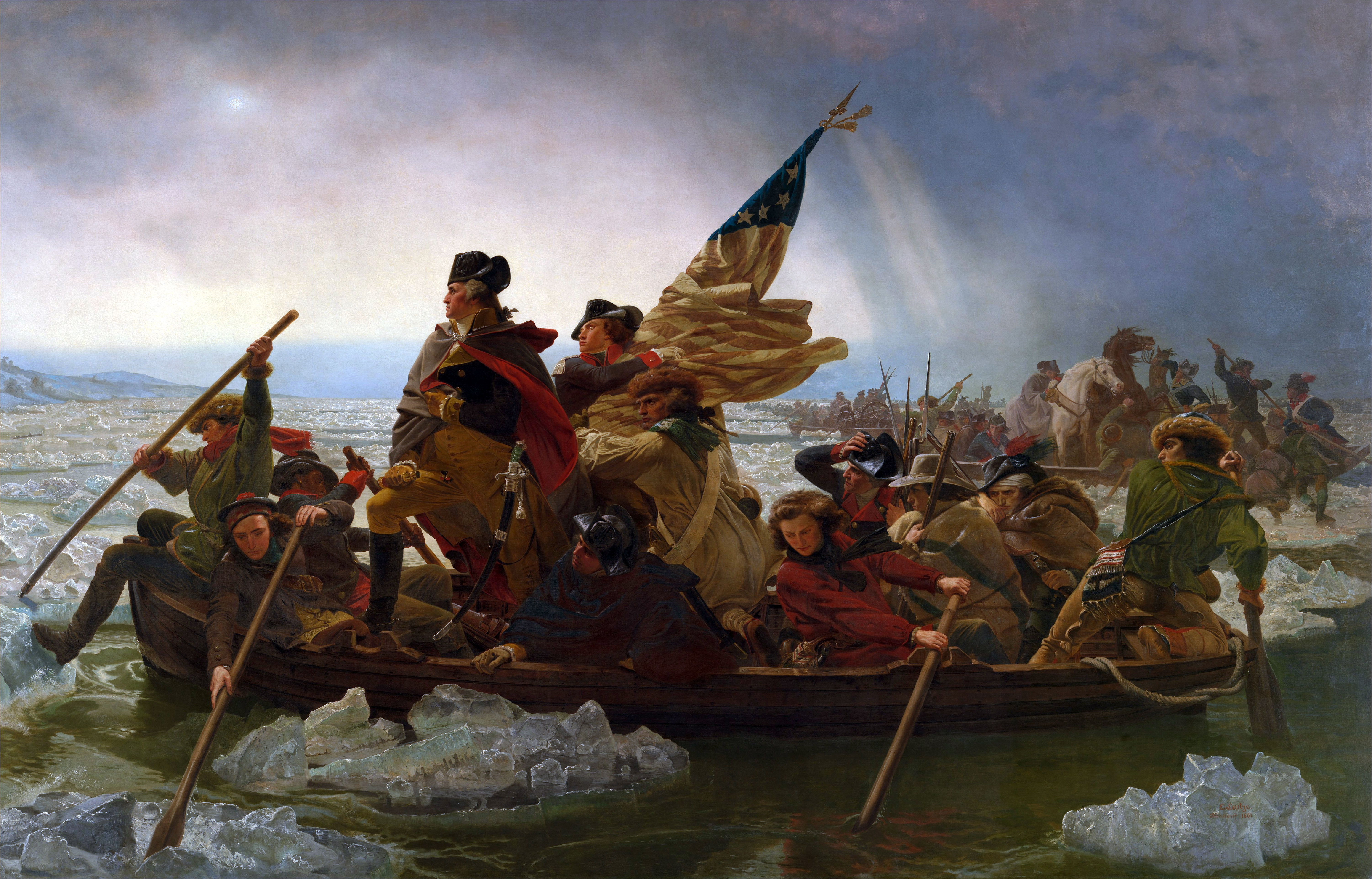
«Вашингтон переправляется через Делавэр» (1851) Эмануэля Лойце. Музей Метрополитен, Нью-Йорк
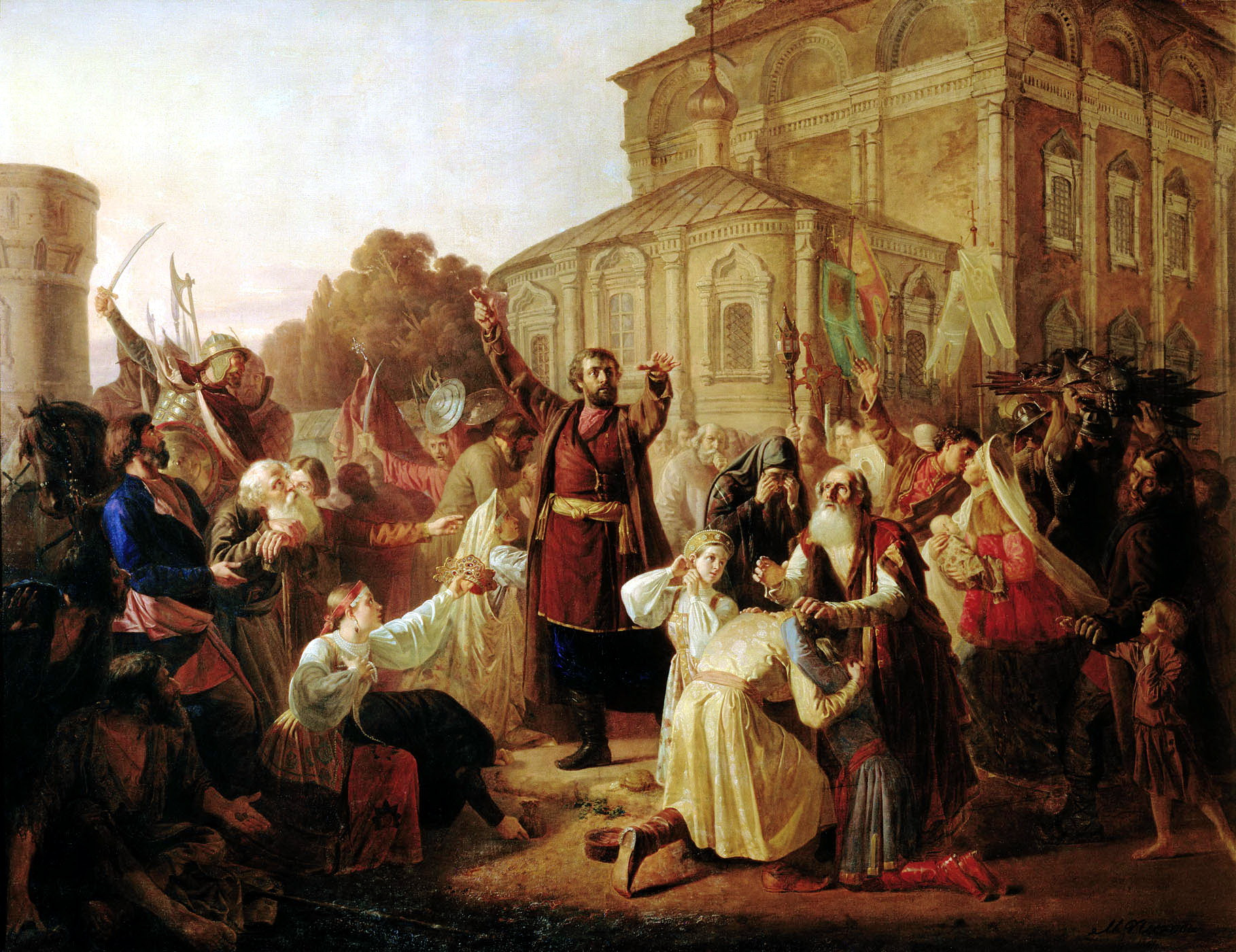
«Воззвание Минина к нижегородцам в 1611 году» (1861)  М. И. Пескова. Самарский областной художественный музей.
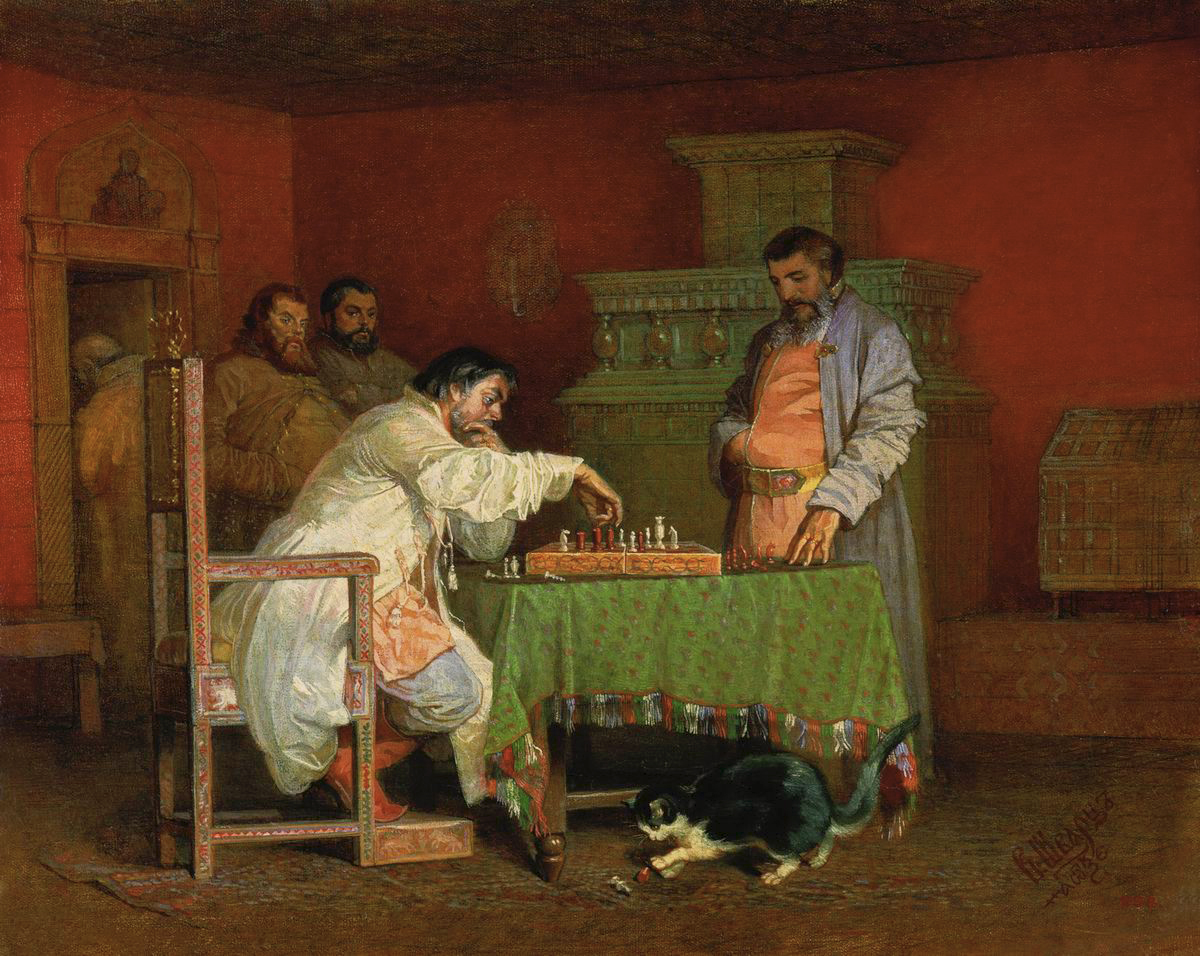
«Сцена из домашней жизни русских царей» (1865) Вячеслава Шварца, Русский музей
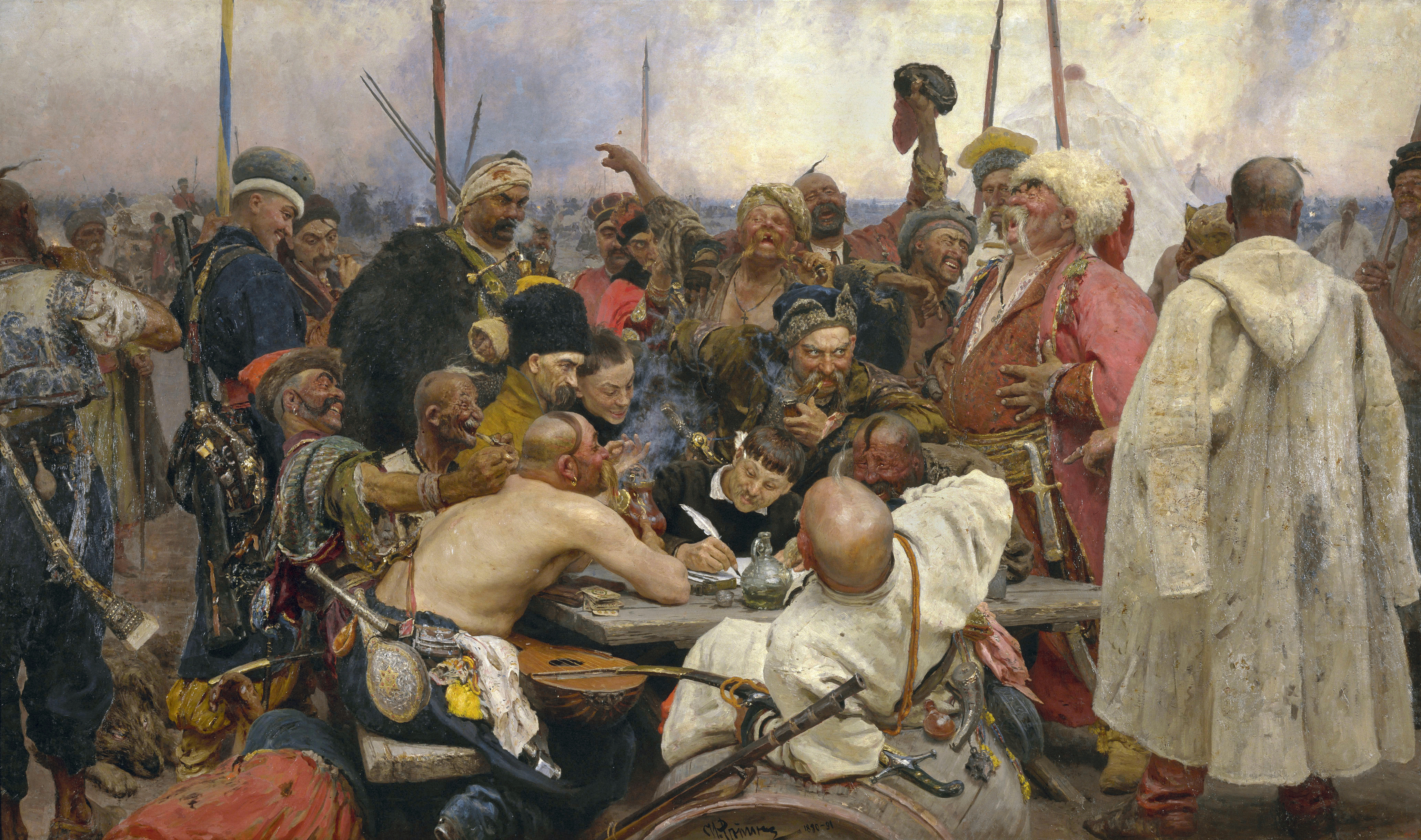
«Запорожцы пишут письмо турецкому султану» (1880–1891) Ильи Репина; Государственный Русский музей, Санкт-Петербург
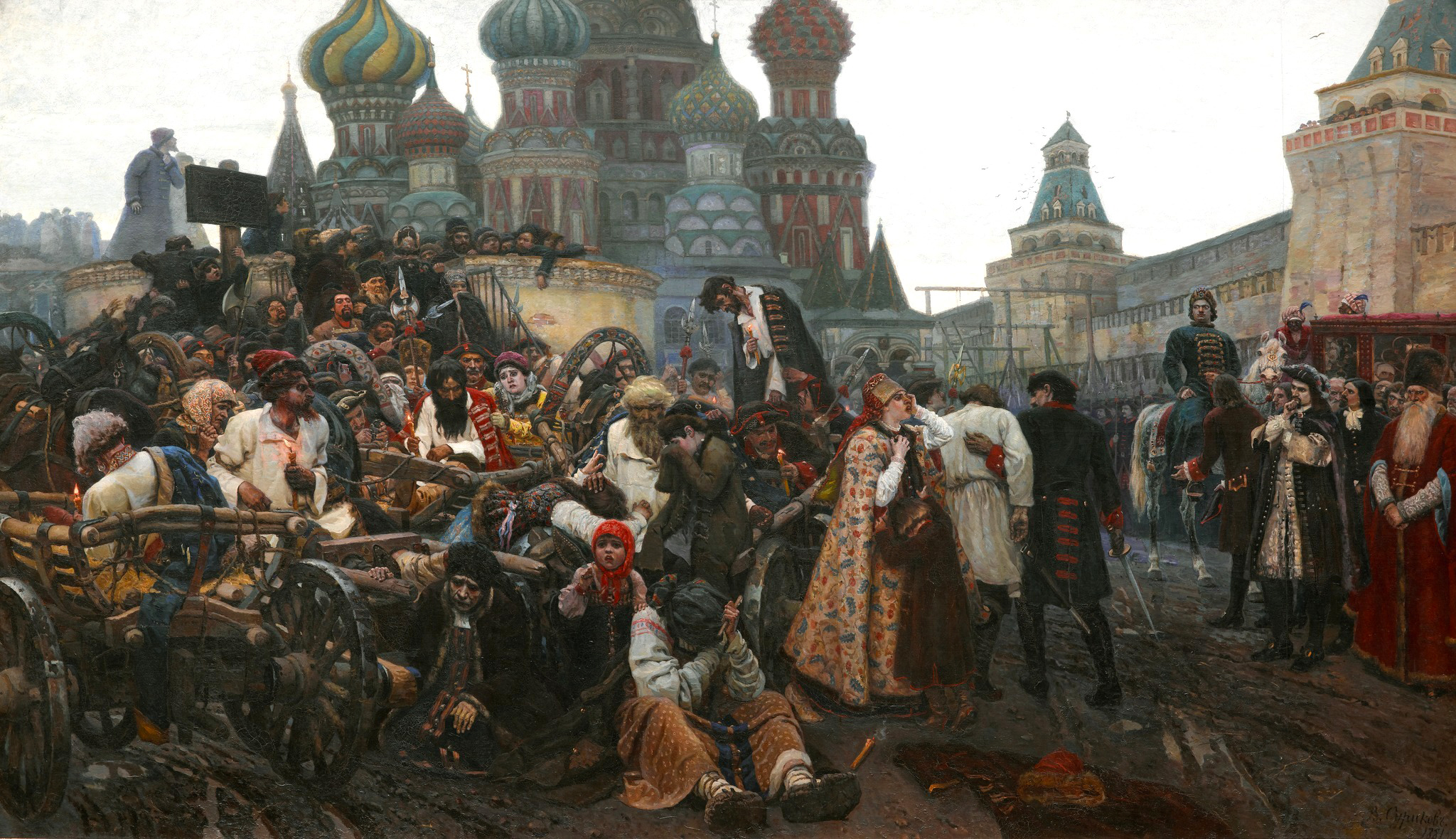
«Утро стрелецкой казни» (1881)  В. И. Сурикова; Государственная Третьяковская галерея, Москва
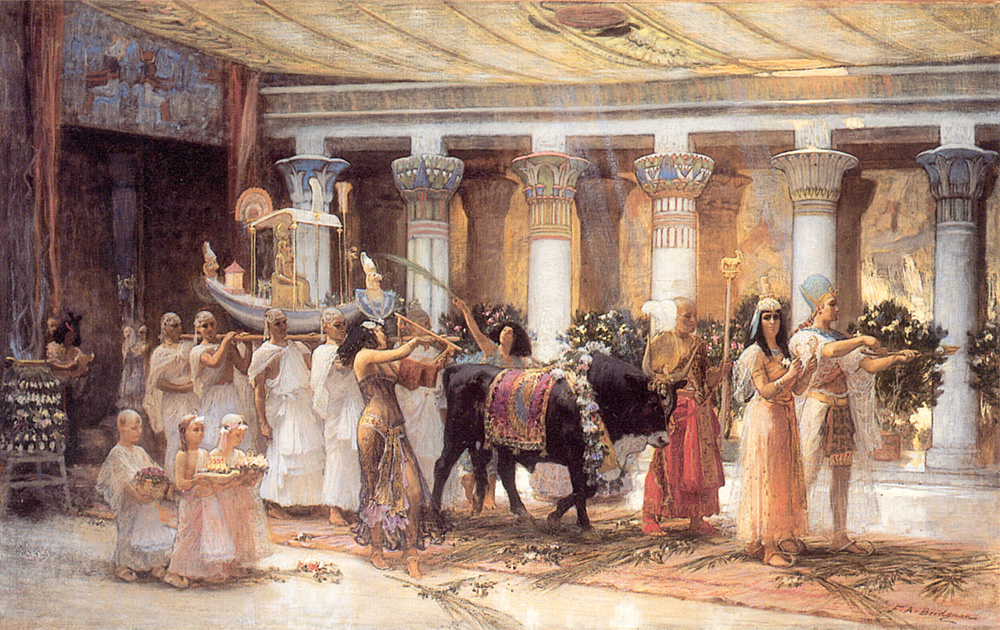
«Шествие священного быка Анубиса» (ошибочное наименование Аписа) Ф. А. Бриджмена (ок. 1885)
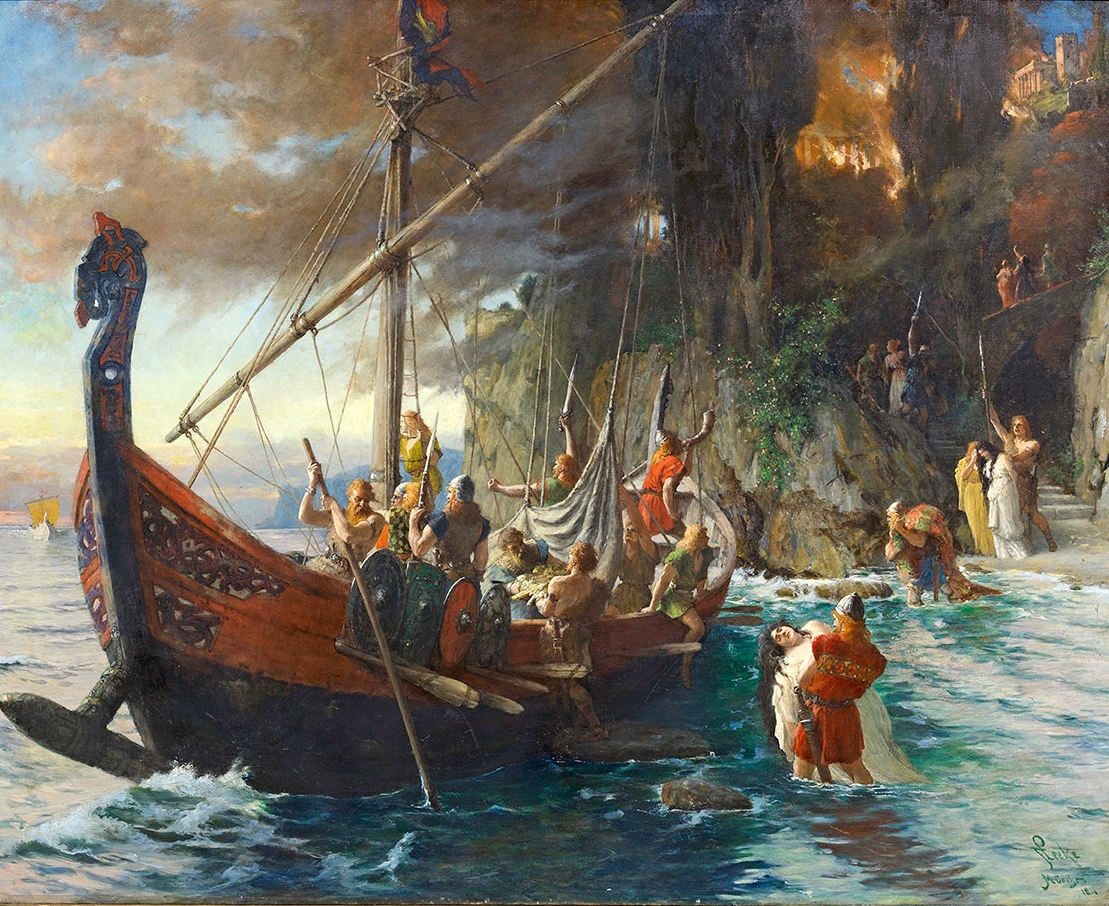
«Набег викингов» (1906) Фердинанда Лике